# 斯托茨基尼什島
斯托茨基尼什島是蘇格蘭的島嶼，位於哈里斯島東南面的大西洋海域，屬於外赫布里底群島的一部分，面積0.49平方公里，最高點海拔高度44米，島上無人居住。
57°48.6′N 6°49.3′W / 57.8100°N 6.8217°W